# رشال تنزاني
رشال تنزاني (الاسم العلمي: Hydrocynus tanzaniae ) (بالإنجليزية:  )‏ هو نوع من الأسماك يتبع جنس الرشال من فصيلة أسماك الراي.